# Munroidendron racemosum
Munroidendron racemosum is een plant uit de klimopfamilie (Araliaceae). De plant is endemisch op Kauai (Hawaï).
Charles Noyes Forbes verzamelde in 1916 plantmateriaal van de soort op Kaui. In 1917 beschreef hij de soort als Tetraplasandra racemosa. De soortaanduiding racemosa gaf hij, omdat hij de bloeiwijze als een racemus (tros) zag. Earl Edward Sherff verplaatste de soort naar het monotypische geslacht Munroidendron, vernoemd naar George Campbell Munro (1866-1963) die de plant al kende.
Het is een tot 8 m hoge boom met een rechte, grijze stam en verspreid staande takken. De bladeren zijn 15-30 cm lang en zijn geveerd in vijf tot negen ovale tot elliptische, 8-17 × 4-10 cm brede deelblaadjes. De plant is tweeslachtig. De plant is in staat om het hele jaar door lange, losse, bloeiwijzen met tot circa 250 bloemen te vormen. De bloemen bestaan uit vijf of zes 8-10 mm lange, lancetvormige kroonbladeren die ontspringen uit een komvormige of ellipsoïde kelkbuis. Zowel de onderkant van de kroonbladeren als de kelkbuis zijn bedekt met wittige haren. Na bestuiving vormen zich de eivormige, 8-12 mm lange, witte vruchten. Aan de vrucht zit een stylopodium (platte, rode schijf).
De plant komt in het wild voor op hellingen bij de kust en in het laagland in vochtige bossen tussen de 120 en 400 m. In hetzelfde habitat komen soorten als Brighamia insignis, Diospyros sandwicensis en Pouteria sandwicensis voor.
Volgens tellingen in 2000 van de United States Fish and Wildlife Service zouden er nog zo’n vijftien populaties en tweehonderd planten zijn in het wild zijn. De plant wordt bedreigd door concurrentie door invasieve plantensoorten als kemiri, guave, wisselbloem en witte mimosa. Een geïntroduceerde soort boktor kan de plant aantasten. Andere bedreigingen worden gevormd door vernietiging van zijn habitat door grazende geiten en vuur en ratten die de vruchten opeten. Omdat er maar kleine aantallen van de plant zijn, vormen natuurrampen als orkanen en aardverschuivingen een gevaar.
De plant maakt in de Verenigde Staten deel uit van de CPC National Collection of Endangered Plants. De National Tropical Botanical Garden zorgt namens het Center for Plant Conservation voor de bescherming van de plant. De plant is ook te zien in het Lyon Arboretum en het Waimea Arboretum.

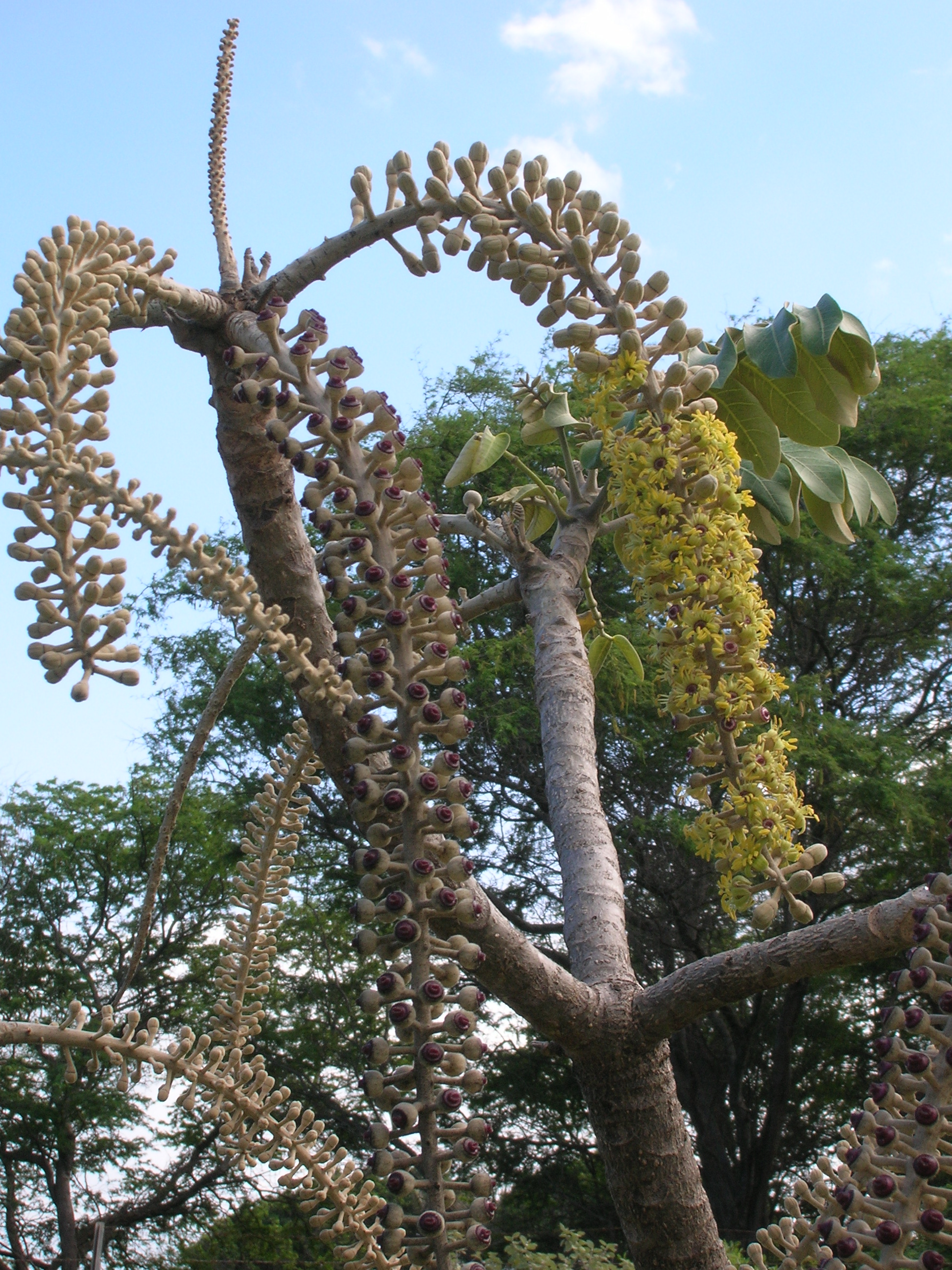
Bloeiwijze
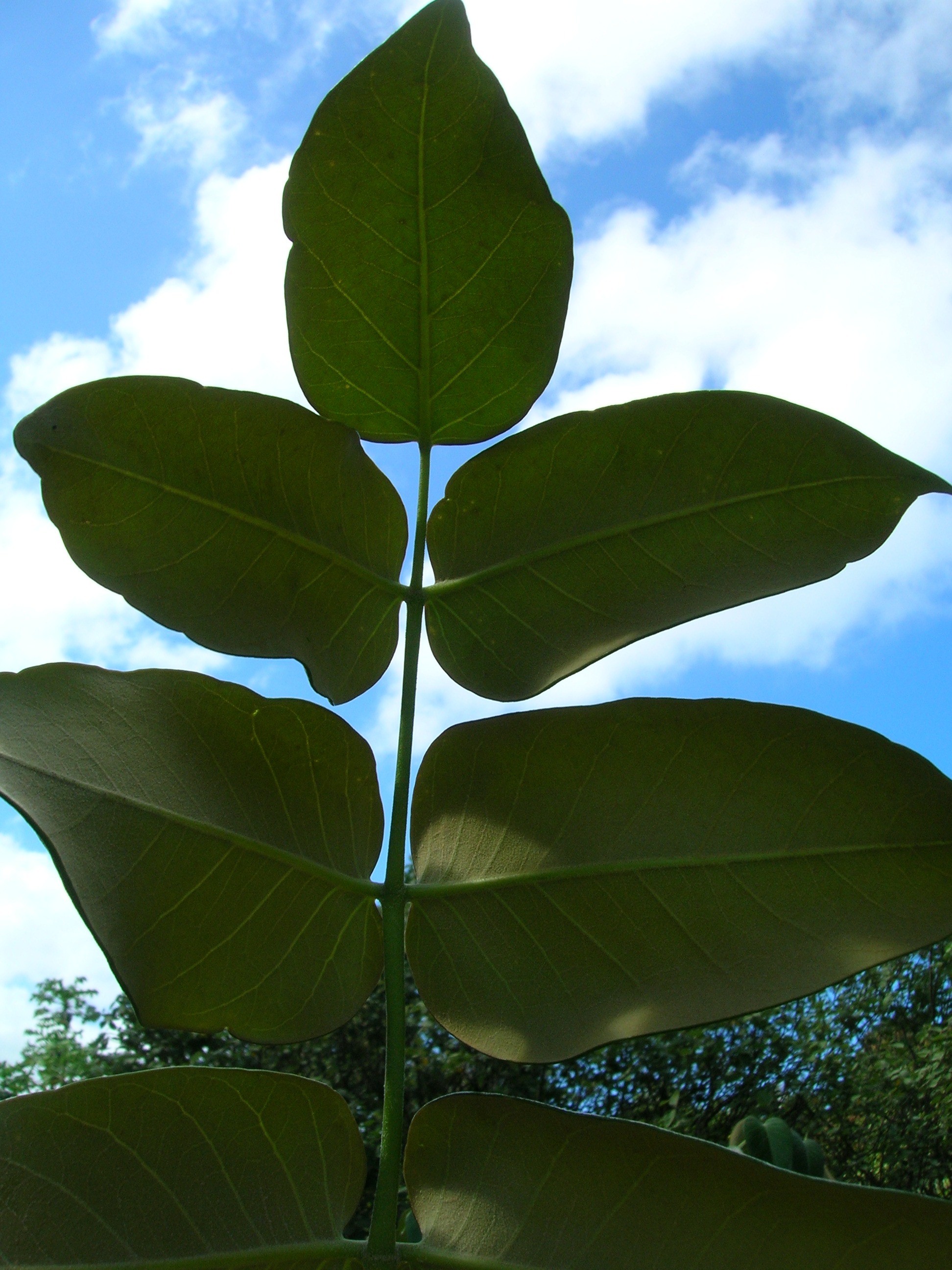
Onderzijde van blad
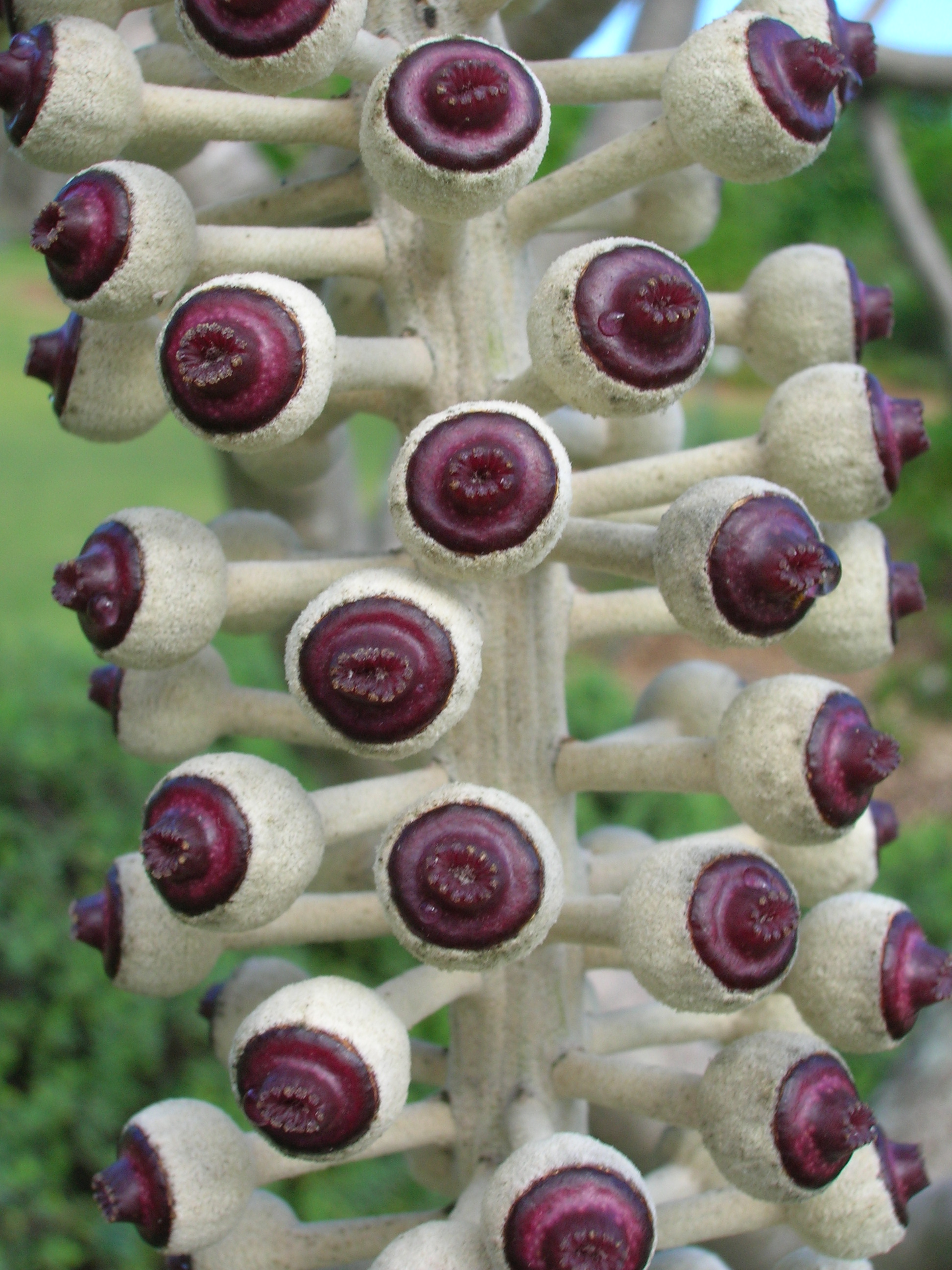
Vruchten